# القعير (بني سعد)

تعديل مصدري - تعديل

القعير هي إحدى قرى عزلة الشويع بمديرية بني سعد التابعة لمحافظة المحويت، بلغ تعداد سكانها 2000نسمة حسب تعداد اليمن لعام 2016.